# Canal mandibular

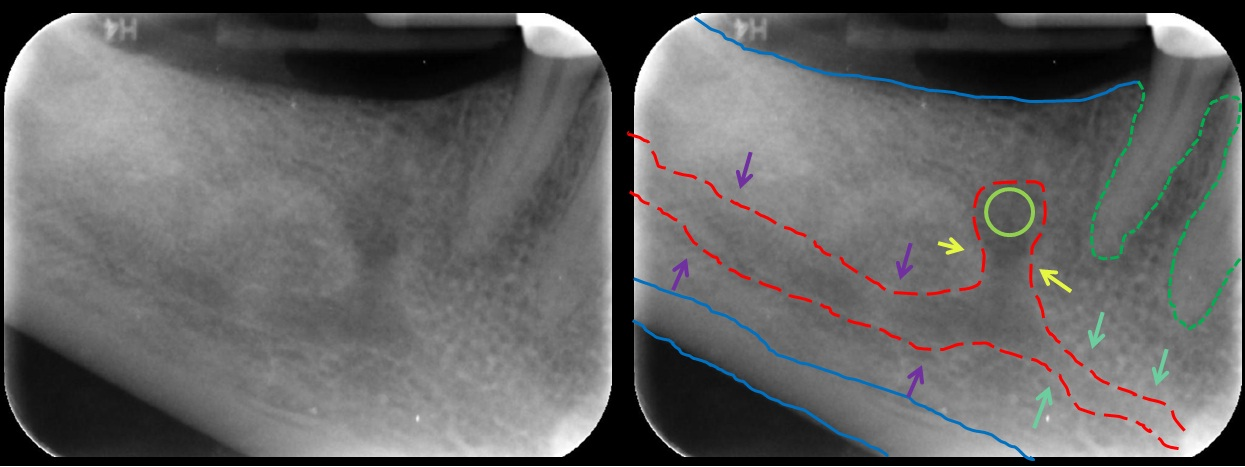
El canal incisivo mandibular (indicado aquí con flechas de color verde coral) que continúa en sentido anterior (a la derecha) desde el canal mandibular (flechas de color púrpura) después del foramen mental (círculo verde claro)

En la anatomía humana, el canal mandibular es un canal dentro de la mandíbula que contiene el nervio alveolar inferior, la arteria alveolar inferior y la vena alveolar inferior . Corre oblicuamente hacia abajo y hacia adelante en la mandíbula, y luego horizontalmente hacia adelante en el cuerpo,  donde está situado debajo de los alvéolos y se comunica con ellos por pequeñas aberturas. 
Al llegar a los dientes incisivos, se vuelve a comunicar con el foramen mental, desprendiendo un pequeño canal conocido como el canal incisivo mandibular, que va a las cavidades que contienen los dientes incisivos.
Lleva ramas del nervio y la arteria alveolar inferior. 
Es continuo con el foramen mental (que se abre en la parte delantera de la mandíbula) y el foramen mandibular (en el lado medial de la mandíbula). 

## Variaciones
El canal mandibular está bastante cerca de los ápices del segundo molar en el 50% de las radiografías. En el 40%, el canal está alejado de los ápices de la raíz, y en sólo el 10% de las radiografías los ápices de la raíz parecían penetrar en el canal.  
En la terapia del canal radicular del segundo molar se debe tener cuidado de no extender demasiado el escariador o los materiales de relleno del canal radicular porque hay un posible riesgo de lesión del nervio alveolar inferior

## Imágenes adicionales

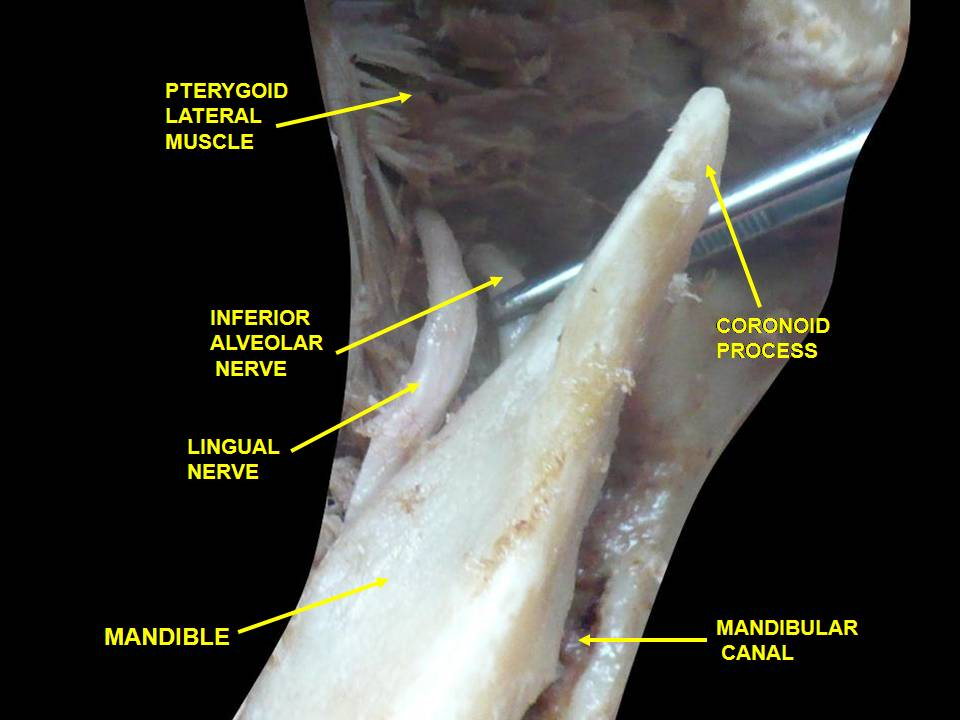
Nervio mandibular y hueso. Disección profunda. Vista anterior.
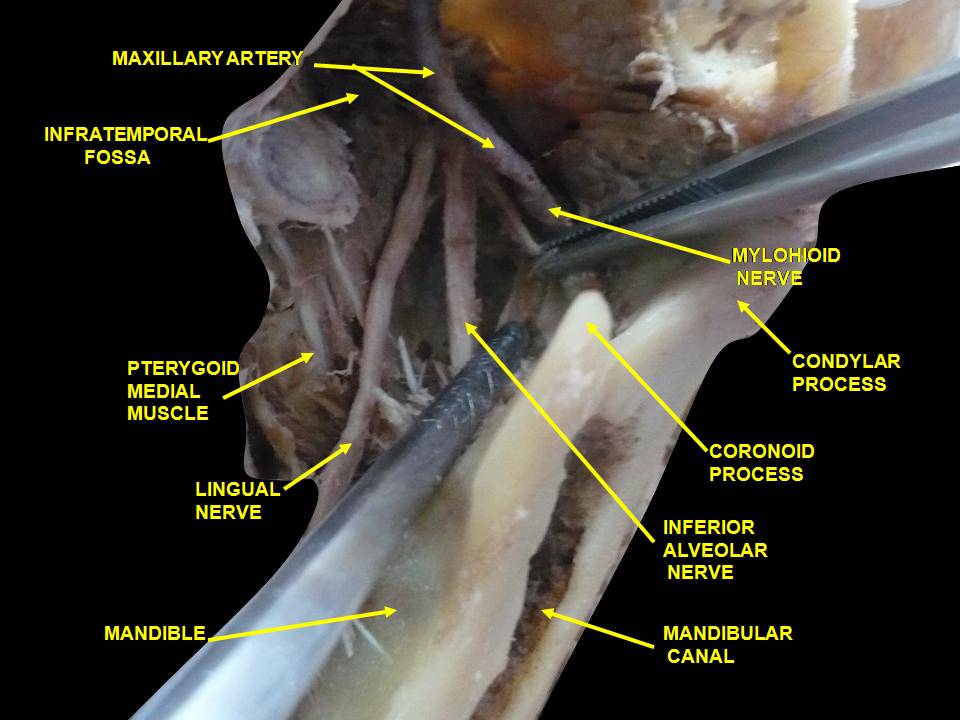
Fosa infratemporal. Nervio alveolar lingual e inferior. Disección profunda. Vista anterolateral